# Trioptics

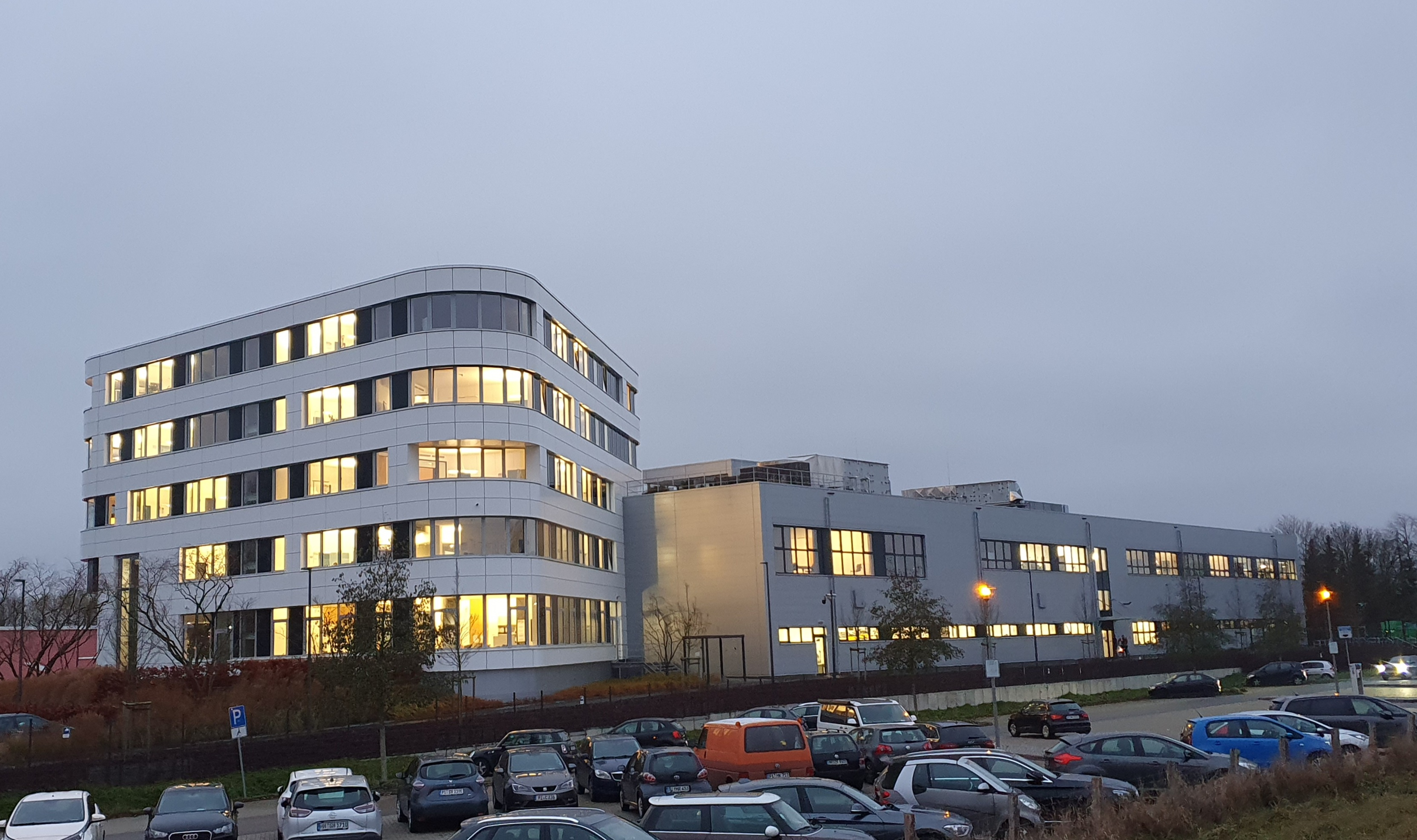
Trioptics Wedel seitlich

Die Trioptics GmbH ist ein Unternehmen der optischen Industrie mit Sitz in Wedel in Schleswig-Holstein. Das Unternehmen entwickelt und fertigt optische und feinmechanische Geräte und Komponenten mit den dazugehörigen elektronischen Steuerungen und Automatisierungen. Trioptics wurde 1991 gegründet und hat nach eigenen Angaben zurzeit (Dezember 2020) weltweit 400 Mitarbeiter, davon 100 in Forschung und Entwicklung. Seit dem 24. September 2020 gehören 75 % von Trioptics dem Jenaer Technologiekonzern Jenoptik.